# Leucopsina odyneroides
Leucopsina odyneroides är en tvåvingeart som beskrevs av John Obadiah Westwood 1876. Leucopsina odyneroides ingår i släktet Leucopsina och familjen kulflugor. Inga underarter finns listade i Catalogue of Life.